# Gobisaurus

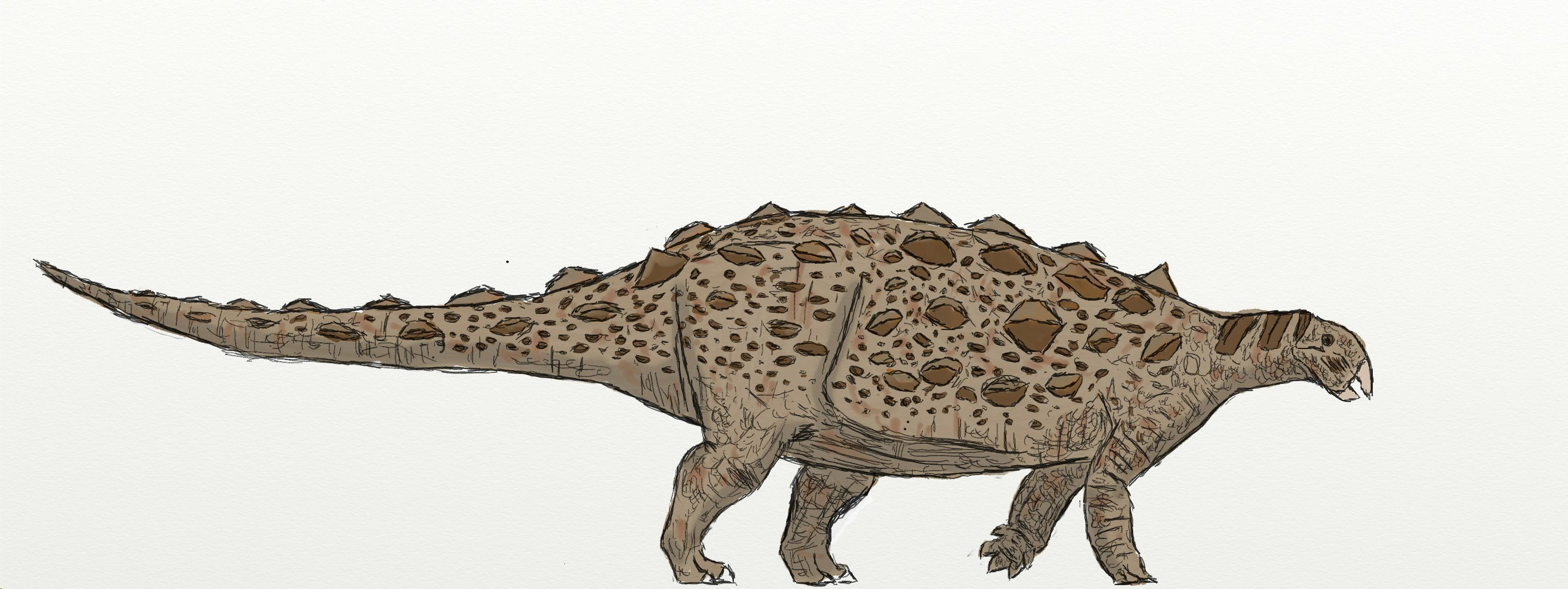
Gobisaurus domoculus

Gobisaurus domoculus is een plantenetende ornithischische dinosauriër, behorend tot de Ankylosauria, die tijdens het midden van het Krijt leefde in het gebied van het huidige China.

## Vondst en naamgeving
In 1959 en 1960 werden door een Sovjet-Chinese expeditie opgravingen verricht in Binnen-Mongolië bij Moartu. Daarbij werd het skelet gevonden van een ankylosauriër. De vondst werd opgeslagen in China maar daarna verwaarloosd. Eind jaren tachtig stuitte men op de schedel toen men fossielen zocht die meegestuurd konden worden met een grote rondreizende tentoonstelling die samen met Canada georganiseerd werd. De schedel werd nu geprepareerd. De rest van het skelet bleek onvindbaar. De schedel reisde zo tussen 1990 en 1997 de wereld rond. Omdat er een naam vermeld moest worden op het bordje, verzon men maar de aanduiding Gobisaurus wat dus voorlopig een nomen nudum was. Een soortaanduiding werd niet gegeven. Na 1997 besloten de Canadezen het exemplaar formeel te beschrijven.
In 2001 werd de typesoort Gobisaurus domoculus benoemd en beschreven door Matthew K. Vickaryous, Anthony P. Russell, Philip John Currie en Zhao Xijin. De geslachtsnaam verwijst naar de Gobiwoestijn. De soortaanduiding betekent "over het hoofd gezien" in het Latijn en verwijst naar de jarenlange verwaarlozing.
Het holotype IVPP V12563, is gevonden in een laag van de Ulansuhaiformatie. Ten tijde van de beschrijving meende men nog dat die wel zo oud kon zijn als het Aptien, 120 miljoen jaar, maar latere inzichten wijzen op een datering uit het Turonien zodat het fossiel maar negentig miljoen jaar oud zou zijn en niet uit het Onder-Krijt maar het Opper-Krijt stamt. Oorspronkelijk moet vrijwel een compleet skelet aanwezig geweest zijn maar daar is nu alleen een, weliswaar vrij gave, schedel van over, zonder onderkaken.
In 2014 stelde Victoria Megan Arbour dat Zhongyuansaurus een jonger synoniem was van Gobisaurus wat het bekende materiaal weer tot een skelet zou aanvullen en het holotype van het andere taxon, HGM 41HIII-0002, tot een aan Gobisaurus toegewezen specimen zou maken.

## Beschrijving

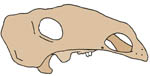
Profiel van de schedel

Gobisaurus is een vrij grote ankylosauriër. Gregory S. Paul schatte in 2010 de lichaamslengte op zes meter, het gewicht op drieënhalve ton. Hij is gepantserd door huidverbeningen.
In 2001 werden enkele onderscheidende kenmerken vastgesteld die ook naar huidige inzichten nog geldig zijn. De oogkassen beslaan een vijfde van de schedellengte (gedeeld met Shamosaurus). De neusgaten beslaan 23% van de schedellengte. De voorste takken van de ploegschaarbeenderen zijn langwerpig en aan de onderzijde zichtbaar. De processus basipterygoideus, uitsteeksels aan de onderste hersenpan, zijn robuust en niet versmolten met het pterygoïde.
Daarnaast zijn er enkele kenmerken waarin Gobisaurus zich speciaal onderscheidt van de zeer nauwe verwant Shamosaurus. De oorspronkelijke beschrijvers noemden daar een groot aantal van maar de meeste konden niet bevestigd woorden door een vervolgonderzoek van Victoria Megan Arbour uit 2014. Twee bleven er overeind. De tandrij in het bovenkaaksbeen is korter: 26,6% in plaats van 40% van de lengte van de schedel. Het voorvlak van het pterygoïde loopt verticaal in plaats van naar voren te hellen.
Verdere eigenaardigheden zijn dat de osteodermen op het schedeldak laag zijn en niet afgebakend in duidelijke caputegulae; dat de hoorns op de hoeken van het achterhoofd kort zijn en tamelijk afgerond; dat de afhangende hoorn op de wang een top heeft die in het midden ligt; en dat de achterrand van de schedel geen duidelijke uitsteeksels bezit. De ploegschaarbeenderen dringen vooraan tussen de praemaxillae.
De schedel is zesenveertig centimeter lang en achteraan vijfenveertig centimeter breed, met een afhangende snuit die eindigt in een spitse snuitpunt. In bovenaanzicht is de breedte van de voorste snuit kleiner dan de afstand tussen de achterste punten van de tandrijen, niet groter zoals de beschrijving uit 2001 abusievelijk meldt. De neusgaten staan tamelijk laag en achteraan. De oogkassen liggen hoog. Het bovenprofiel van de schedel is bol. De bulten op de supraorbitalia zijn laag.

## Fylogenie
Gobisaurus werd in 2001 in de Ankylosauridae geplaatst. Latere analyses geven daarbinnen een positie in de Shamosaurinae als zustersoort van Shamosaurus.